# Градска општина
Градска општина је део територије града у којој се врше одређени послови локалне самоуправе утврђени Статутом града. Град је дефинисан Законом о територијалној организацији Републике Србије.
Грађани учествују у вршењу послова градске општине преко изабраних одборника у скупштину градске општине, путем грађанске иницијативе, збора грађана и референдума, у складу са Уставом, законом, Статутом града и актима градске општине.
Број, назив и подручје градске општине се одређује Статутом града у складу са Законом о локалној самоуправи. Градске општине нису одређене Законом и стога су интерно питање организације сваког града.

## Списак Градских општина

### Градске општине у Републици Србији
| - | - Градске општине Града Београда (17) - Градска општина Барајево - Градска општина Вождовац - Градска општина Врачар - Градска општина Гроцка - Градска општина Звездара - Градска општина Земун - Градска општина Лазаревац - Градска општина Младеновац - Градска општина Нови Београд - Градска општина Обреновац - Градска општина Палилула (Београд) - Градска општина Раковица - Градска општина Савски венац - Градска општина Сопот - Градска општина Стари град (Београд) - Градска општина Сурчин - Градска општина Чукарица | - Градске општине Града Ниша (5) - Градска општина Медијана - Градска општина Палилула (Ниш) - Градска општина Црвени Крст - Градска општина Пантелеј - Градска општина Нишка Бања - Градске општине Града Пожаревца (2) - Градска општина Костолац - Градска општина Пожаревац - Градске општине Града Врања (2) - Градска општина Врање - Градска општина Врањска Бања - Градске општине Града Ужице (2) - Градска општина Ужице - Градска општина Севојно |

### Општине Града Скопља у Републици Македонији
- Општине Града Скопља (10)
  - Општина Центар
  - Општина Гази Баба
  - Општина Аеродром
  - Општина Чаир
  - Општина Кисела Вода
  - Општина Бутел
  - Општина Шуто Оризари
  - Општина Карпош
  - Општина Ђорче Петров
  - Општина Сарај

### Градске општине у Црној Гори
- Градске општине на територији Главног града Подгорице (2)
  - Градска општина Голубовци
  - Градска општина Тузи

### Општине Града Источно Сарајево у Босни и Херцеговини
- Општине Града Источно Сарајево (6)
  - Општина Источно Ново Сарајево
  - Општина Источна Илиџа
  - Општина Источни Стари Град
  - Општина Пале
  - Општина Соколац
  - Општина Трново

## Административна историја Градских општина

### Укинуте Градске општине Града Крагујевца
- Градске општине Града Крагујевца (5), укинуте 2008. 
  - Градска општина Аеродром
  - Градска општина Пивара
  - Градска општина Станово
  - Градска општина Стари град (Крагујевац)
  - Градска општина Страгари

### Укинуте Градске општине Града Српско Сарајево
- Општине Града Српско Сарајево (11 од чега 5 укинуто 1996)
  - Општина Вогошћа
  - Општина Илијаш
  - Општина Рајловац
  - Општина Хаџићи
  - Општина Центар

### Бивше градске општине Града Новог Сада
Између 1980. и 1989. године, Град Нови Сад је био административно подељен на седам градских општина: Славија, Подунавље, Лиман, Стари Град, Детелинара, Петроварадин и Сремски Карловци.